# Jean-Eugène Dezeimeris
Pour les articles homonymes, voir Dezeimeris.
Jean-Eugène Dezeimeris, né le 20 novembre 1799 à Villefranche-de-Lonchat – décédé le 16 février 1852  à Paris, est un historien de la médecine et bibliographe français. Médecin lui-même, il contribue aussi à l'agronomie et siège deux fois comme député,.

## Biographie
Destiné à la médecine par sa famille, Dezeimeris étudie à Bordeaux, puis à Paris. Mais il est « porté plutôt vers les recherches historiques et littéraires de la médecine que vers les choses pratiques de l'art médical » (il bouquine des livres de médecine plutôt que de faire ses études). Aussi atteindra-t-il la trentaine sans être médecin.
Un concours établi par testament par Louis-Jacques Moreau de la Sarthe pour le meilleur élève de littérature et de philosophie médicales lui donne sa chance. Il hérite de la moitié de la bibliothèque du professeur et son nom sort de l'ombre ; de plus on le charge du catalogue par ordre de matières de la bibliothèque de la faculté de médecine (travail qui ne sera jamais achevé). Il devient sous-bibliothécaire en 1830, puis bibliothécaire en 1836 (cela correspondrait aujourd'hui à la direction de la partie « médecine » de la Bibliothèque interuniversitaire de santé, « biuSanté »). L’œuvre qui lui a donné sa notoriété (le Dictionnaire) a d'ailleurs commencé à paraître (1828) et il est devenu médecin avec une thèse sur l'orientation que doit prendre, selon lui, l'histoire de la médecine.
Il collabore à une nouvelle édition du monumental Dictionnaire de médecine de Nicolas-Philibert Adelon, donnant, outre des indications bibliographiques jusqu'au 14e volume, des notices historiques remarquées. Avec sa facilité de plume et son don de polémiste habituels il multiplie aussi les démarches pour que soit recréée (elle a été supprimée deux fois) une chaire d'histoire de la médecine. Il échoue (et ne sera pas le titulaire de cette chaire).
Il fonde alors avec Émile Littré la revue médicale L'Expérience, à laquelle il consacre beaucoup de travail. Il la dirige d'abord avec Littré, puis seul à partir du premier semestre de 1840. Dezeimeris, qui n'a lui-même que peu d'expérience médicale, s'y montre — en accord avec ses propres principes philosophiques — très soucieux de la pratique et de l'expérience.
Mais l'intérêt de Dezeimeris se porte alors ailleurs, « vers l'agriculture et l'économie politique ». Il y reste attaché à des principes pragmatiques ; il introduit une nouvelle méthode d'assolement qui multiplie le revenu du cultivateur. Cela lui ouvre une carrière politique : il est député de la Dordogne de 1842 à 1846 et de 1848 à 1849 ; il siège à gauche.
Il tombe malade du foie à la fin de 1851 et meurt en février 1852. Il était le père de Reinhold Dezeimeris (1835–1913), érudit et politique.

## Œuvres

### Sélection

#### Philosophie de l'histoire de la médecine
- Mémoire qui a partagé le prix du concours ouvert devant l'Académie royale de médecine, en exécution du testament de M. Moreau de la Sarthe, sur la question suivante : donner un aperçu rapide des découvertes en anatomie pathologique durant les trente dernières années qui viennent de s'écouler : déterminer l'influence de ces travaux sur les progrès de la connaissance et du traitement des maladies sur archive.org, Paris, Béchet, 1830
- Propositions sur l'histoire de la médecine, Paris, 1832, 26 p. Thèse de médecine reproduite et disponible en ligne dans Archives générales de médecine, 1832, série 1, no 30 — La première partie, seule publiée, traite principalement de philosophie ; la suite annoncée à la dernière page ne paraîtra pas.
- Lettres sur l'histoire de la médecine et sur la nécessité de l'enseignement de cette histoire, suivies de fragments historiques, Paris, chez l'auteur, 1838, 380 p.

#### LeDictionnaire
- Jean-Eugène Dezeimeris, Charles-Prosper Ollivier d'Angers[10] et Jacques Raige-Delorme[11], Dictionnaire historique de la médecine ancienne et moderne, Paris, Béchet jeune, 1828 (t. 1), 1834 (t. 2), 1836 (t. 3), 1839 (t. 4)
  - En ligne, site biuSanté, t. 1–4
  - Voir aussi Google Livres

« La première et la deuxième partie (1831), et la moitié de la troisième (1834), sont des trois collaborateurs. Le reste de l'ouvrage, c'est-à-dire les quatre dernières parties (1835–1836–1837–1839) sont de M. Dezeimeris seul. »
— Jacques Raige-Delorme,,, coauteur

#### Contributions à des dictionnaires
En plus de son propre dictionnaire, Dezeimeris a contribué à :
- Nicolas-Philibert Adelon, Dictionnaire de médecine ou répertoire général des sciences médicales considérées sous le rapport théorique et pratique, 2e  éd.[15],[5]
- Jean-Zuléma Amussat, A. Andral, Marie Boivin et Jean-Eugène Dezeimeris, Dictionnaire des études médicales pratiques, Paris, 1838-1839, in-8, 5 vol. « Seuls les cinq premiers volumes (lettres A à D) ont été publiés[16]. »

#### L'Expérience, périodique
- Jean-Eugène Dezeimeris, Émile Littré, J. A. Henroz et Adam Raciborski (dir.), L'Expérience : journal de médecine et de chirurgie, 1837–1844[17]
  - Trois années (1837–39) en ligne sur Gallica

### Listes plus complètes
- Médecine :En médecine, Dezeimeris a parfois utilisé les pseudonymes de Desgranges et de Halliday.
  - Raige-Delorme, passim, donne des listes de publications.
  - Liste (17 titres) dans Dechambre[18]
- Agronomie : Liste donnée par Raige-Delorme, p. 375, n. 1[19]
- En ligne : biuSanté donne une liste de publications en ligne qui comprend (avril 2013) des textes sur biuSanté, Gallica, archive.org, mais pas sur Google livres.
- Liste de worldcat.org — « 87 travaux dans 166 publications[20]. »